# Thillot (Mosa)
Thillot è un comune francese di 251 abitanti situato nel dipartimento della Mosa nella regione del Grand Est.

## Società

### Evoluzione demografica
Abitanti censiti